# Lampadario
Il lampadario è un apparecchio di illuminazione con una o più lampade che funge anche come elemento di arredamento di una stanza.
È un apparecchio di illuminazione artificiale di interni e viene per questo collocato generalmente sul soffitto in posizione centrale, in modo da garantire l'illuminazione diffusa dell'ambiente e una collocazione stabile rispetto alla lampada classica.

## Storia
I primi lampadari avevano una struttura costituita di regola da uno o più ordini di candele, normalmente disposti in circolo e sostenuti da bracci a raggi partenti da un motivo centrale sospeso dall'alto. La variazione sui lampadari era rappresentata da questo motivo centrale e dai bracci, secondo i diversi periodi e le località.
Nel Medioevo i lampadari vengono costruiti a foggia di cerchio o di corona, altri a forma di croce disposta orizzontalmente. Lo stile gotico invece preferisce linee più semplici e strutture con fusto rigido e tanti bracci che si dipartono a uno o più ordini. Il materiale preferito per la costruzione dei lampadari in queste epoche è per l'appunto il ferro e tale predilezione continua fino al Rinascimento, periodo nel quale il lampadario si arricchisce di materiali ornamentali, quali il vetro, la porcellana o pietre dure.

## Varianti
Una variante dei lampadari piuttosto particolare è quella rappresentata dalle cosiddette applique, che possono essere definite come lampadari applicati al muro. L'origine di questi tipi di lampadari è contemporanea a quella del lampadario centrale sospeso. Le fogge delle applique sono le più diverse: vanno da quelle semplici e lineari, rappresentate da una parte fissata al muro che sostiene il piattino che conterrà la candela, a quelle con due o più bracci.

## Galleria d'immagini

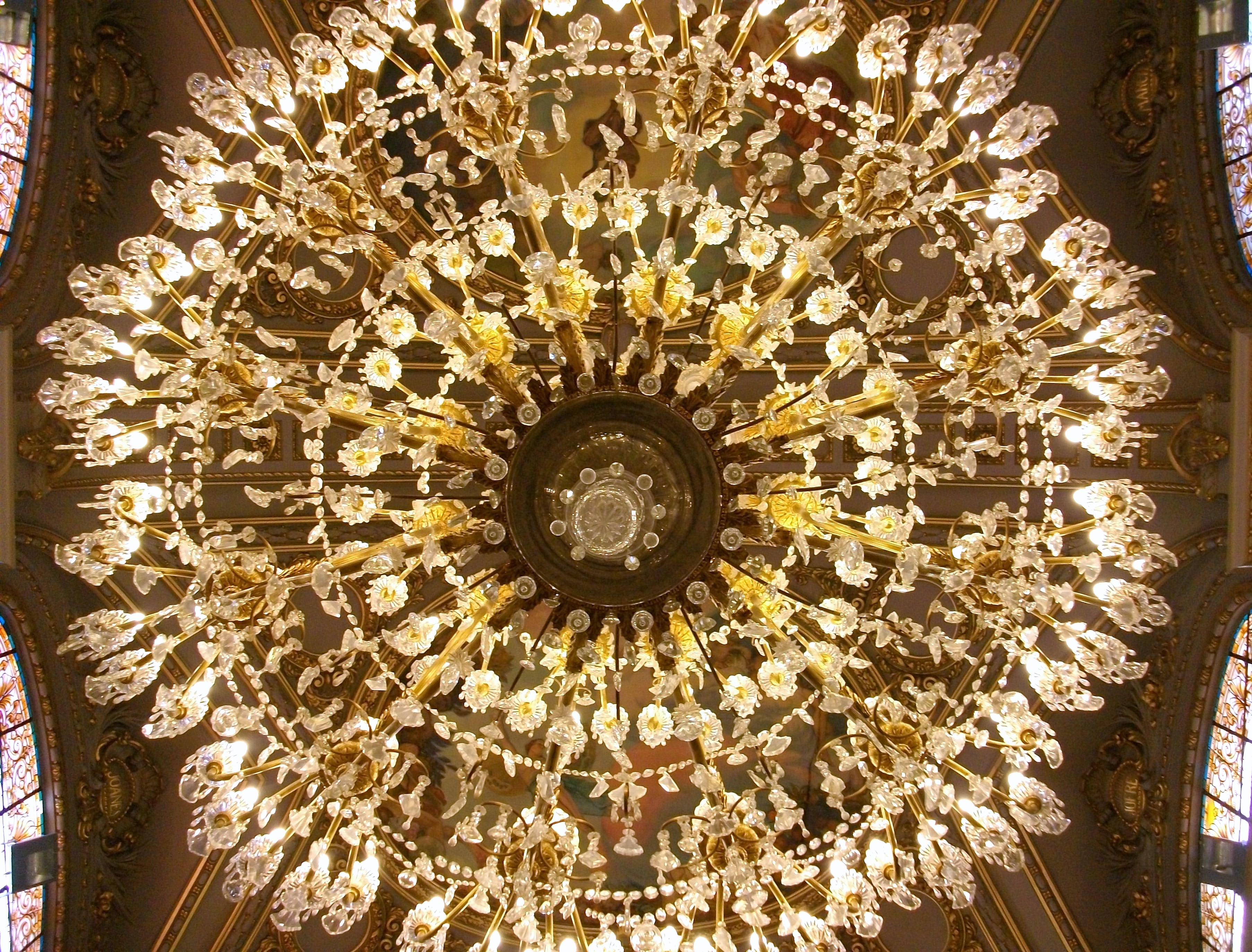
Lampadario visto dal basso nel municipio di Valencia
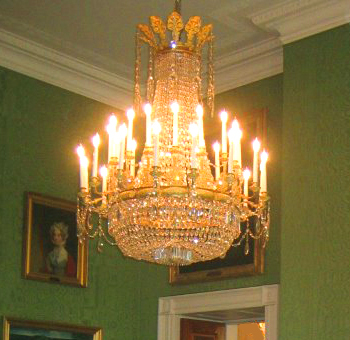
Lampadario francese del XIX secolo che si trova nella Green Room della Casa Bianca
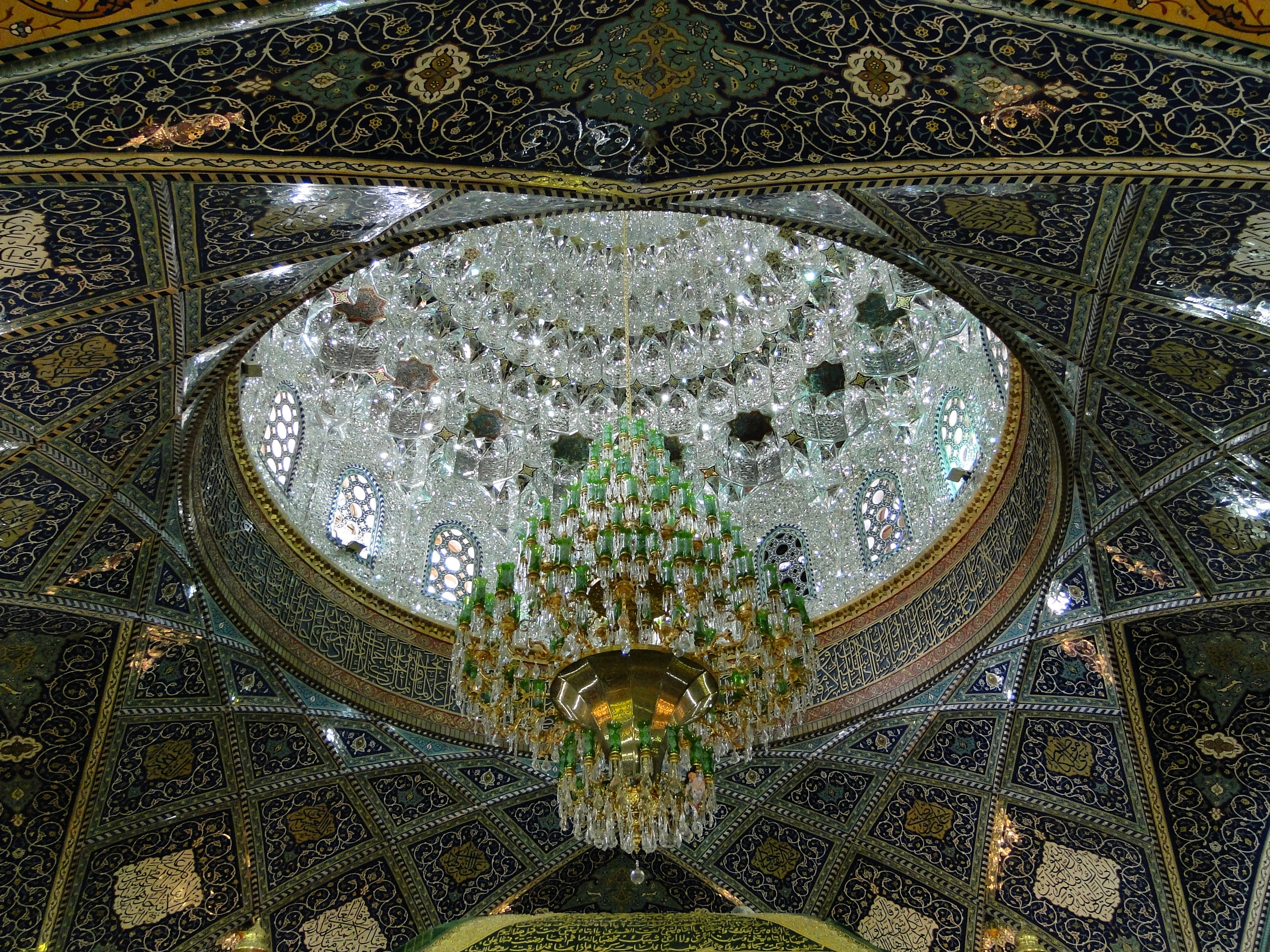
Un lampadario della Moschea Sayyidah Ruqayya di Damasco
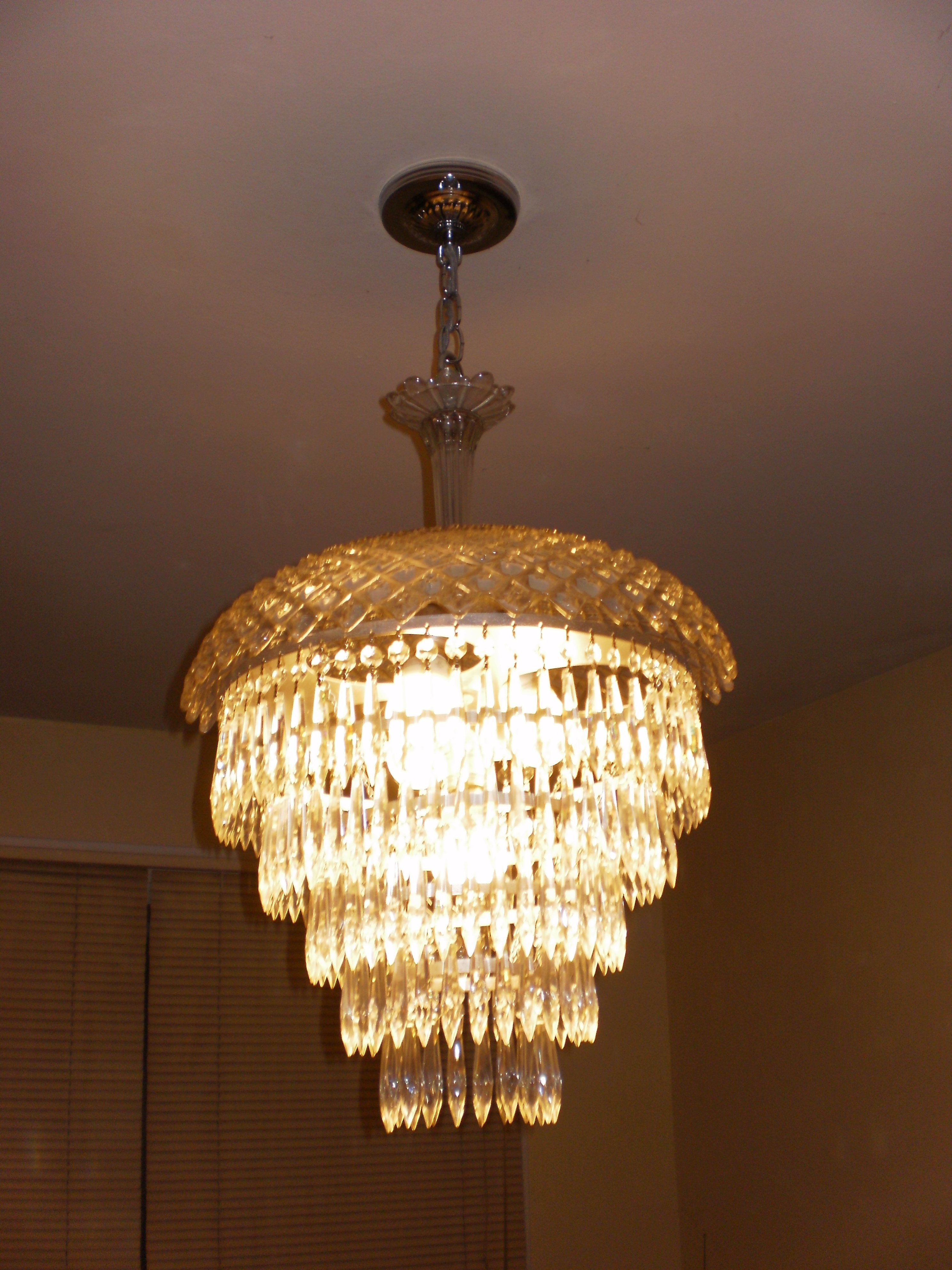
Lampadario a forma di torta nuziale con un piano di cristallo
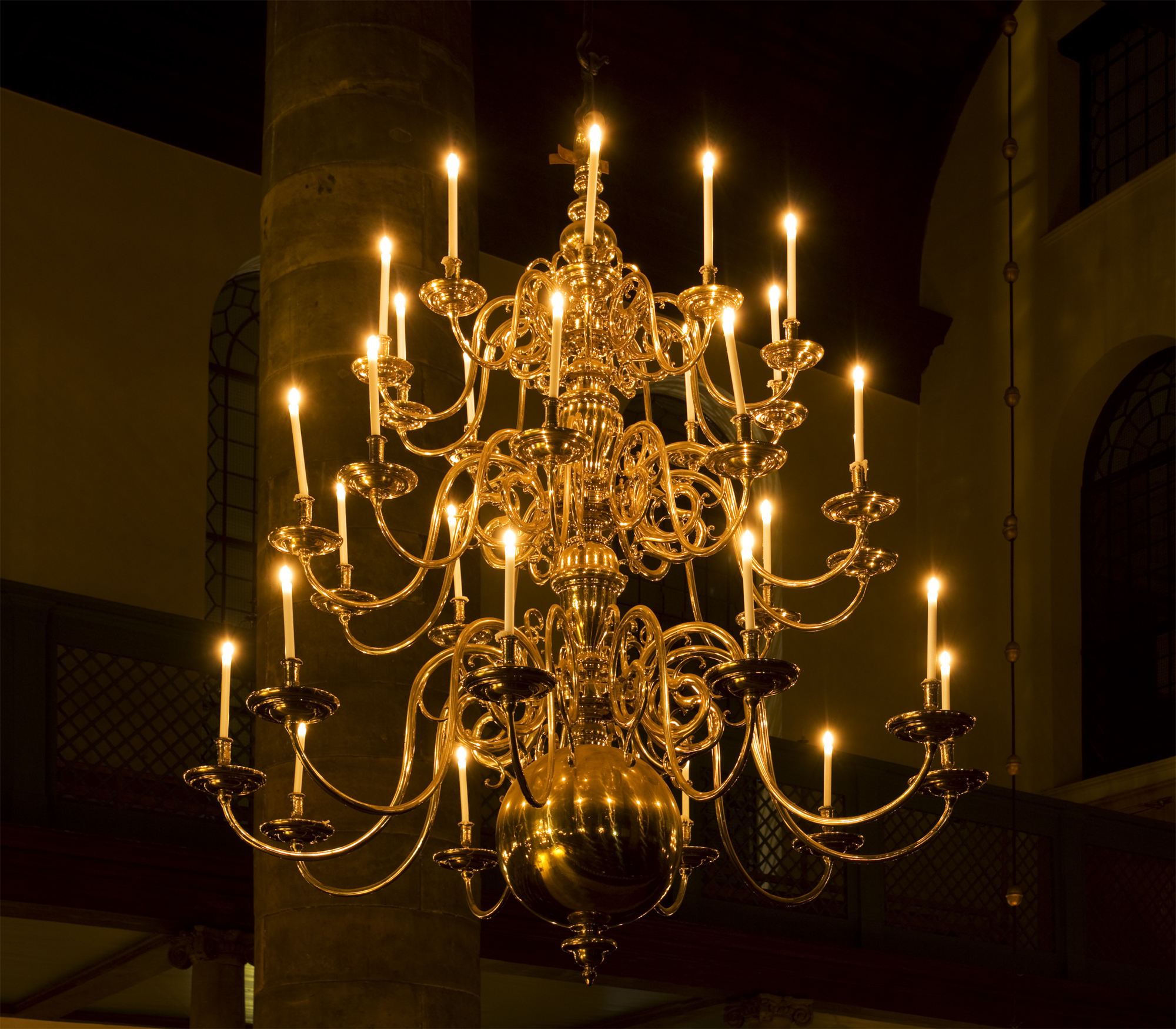
Un lampadario antico a forma di candelabro che si trova nella Sinagoga portoghese di Amsterdam
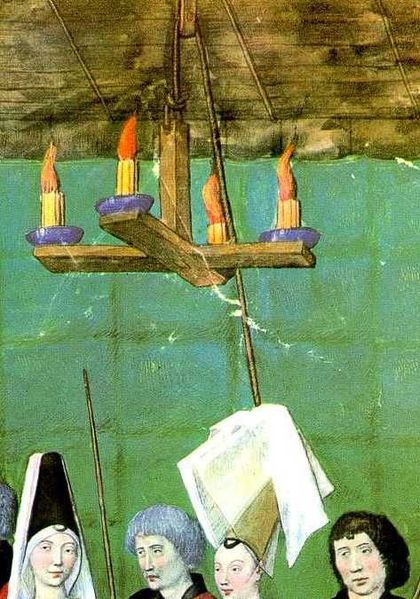
Raffigurazione di un lampadario del Medioevo da un libro di Renato d'Angiò
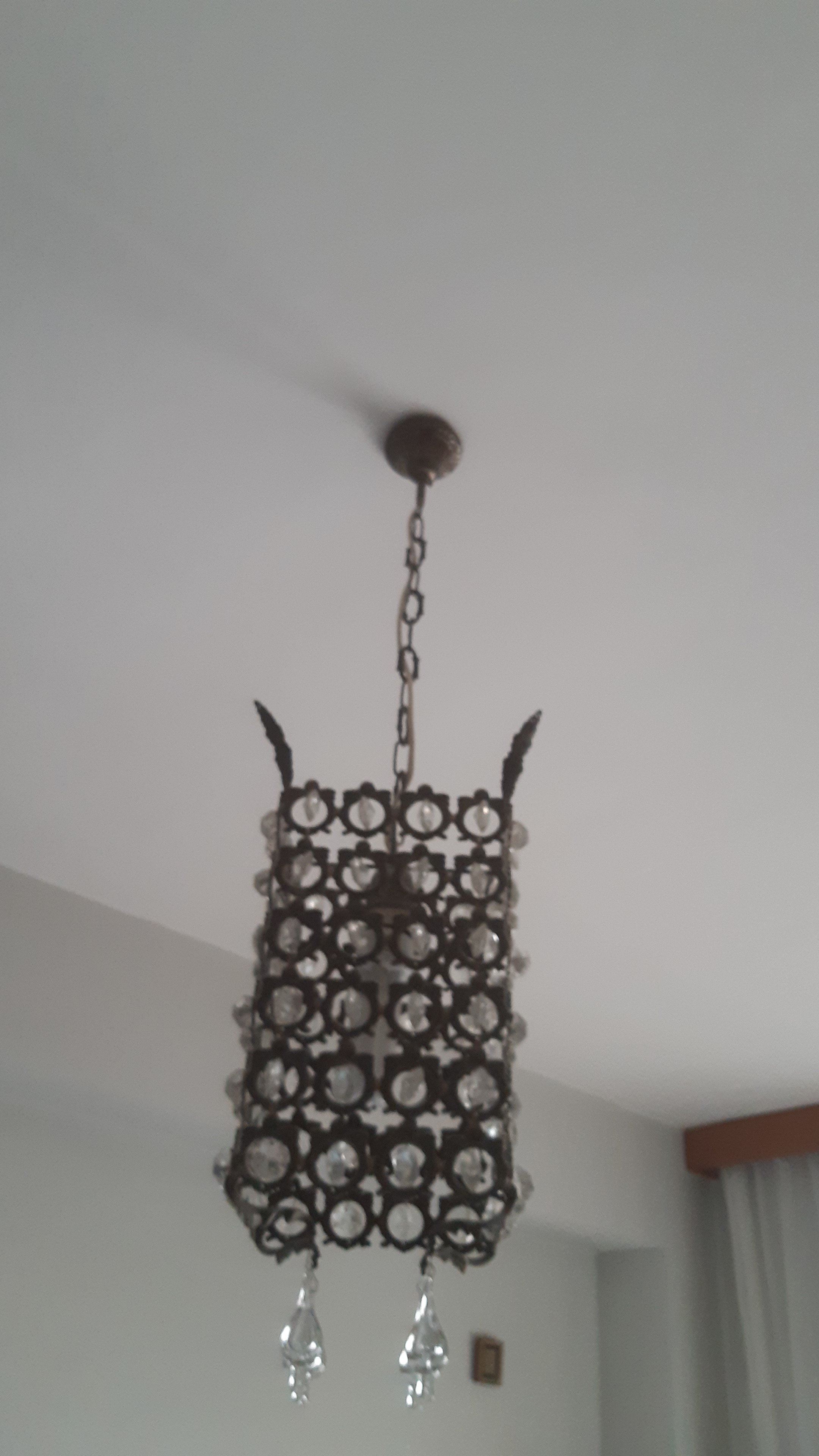
Lampadario domestico anni '60